# Pili
Pili es un municipio de la provincia de Camarines Sur en Filipinas. Según el censo del 2015, tiene 89.545 habitantes.

## Barangayes (barrios)
Pili se subdivide administrativamente en 26 barangayes.
| - Anayan - Bagong Sirang - Binanwaanan - Binobong - Cadlan - Caroyroyan - Curry - Del Rosario - Himaao - La Purísima - New San Roque - Old San Roque (Población) - Palestina | - Pawili - Sagurong - Sagrada - San Agustín - San Antonio (Población) - San Isidro (Población) - San José - San Juan (Población) - San Vicente (Población) - Santiago (Población) - Santo Niño - Tagbong - Tinangis |

- Datos: Q208899
- Multimedia: Pili, Camarines Sur / Q208899

1. ↑  Worldpostalcodes.org, código postal n.º 4418.